# Шпилька (телешоу)
Шпилька — телевизионная программа, транслировавшаяся в эфире московского канала 2х2 с февраля 1994 по июнь 1997 года.

## Общая информация

### Ведущие и время выхода в эфир
Ведущими программы были Александр Олешко, которому на момент запуска проекта было лишь 17 лет, и Владимир Жуков. Программа выходила три раза в день — в 13:23, в послеобеденное время и в 17:30. Передача длилась от 3 до 10 минут.

### Правила игры
Смысл передачи заключался в том, что ведущий разыгрывал в студии стодолларовую купюру. Затем разыгрывались рубли, джекпот и подарки. Ведущий жонглировал металлическими шариками, в одном из низ них был игровой шарик, два остальных были пустые. После жонглирования ведущий раскладывал шары по секторам и предлагал телезрителю, дозвонившемуся в эфир, определить сектор. Если он правильно называл сектор, он выигрывал, приезжал в телецентре «Останкино» и забирал свой приз. Деньги Олешко клал в рот большой зелёной плюшевой лягушке Полине Емельяновой, сидевшей на столе, за которым стоял ведущий. Эта лягушка была едва ли не «вторым ведущим передачи», хоть и использовалась в качестве элемента декорации. Все передачи проводились в прямом эфире.
Главной задачей телепередачи ставилось привлечение зрителей к просмотру телеканала 2х2. Средства от рекламы, размещавшейся до и после передачи, шли на производство передачи и на оплату съёмочной группе и ведущим.
По словам ведущего передачи — Александра Олешко, «Шпилька» стала для него билетом в мир российского шоу-бизнеса. В молодом ведущем выявили талант актёра и ведущего. Впоследствии, Александру Олешко дали возможность вести другие передачи на телевидении и, что, вероятно, определило его будущую актёрскую карьеру.